# St Athan
St Athan (en anglais) ou Sain Tathan (en gallois) est un village et une communauté du Vale of Glamorgan, au pays de Galles. Il est situé dans le sud du borough de comté, près du littoral du canal de Bristol, à 6 km à l'est de Llantwit Major.
Il abrite notamment la base MOD St Athan (en) de la Royal Air Force, ainsi qu'un centre de production Aston Martin Lagonda.

## Démographie
Au recensement de 2011, la communauté de St Athan comptait 4 495 habitants.